# 气垫悬浮搬运车
气垫悬浮搬运车又称气垫搬运车或气垫悬浮搬运车，它广泛应用于航空领域，精密或超重仪器搬运，比如飞船搬运到发射架。当气垫充气到达一定压力后，该装置的运行与地面完全没有摩擦，进而具备防震防摩擦静电的性能。最主要是省力，搬运力只需要载重的万分之五。意味着搬运两吨的重物只需要一公斤的力即可。